# Huti
Huti (en népalais : हुती) est un comité de développement villageois du Népal situé dans le district de Darchula. Au recensement de 2011, il comptait 2 594 habitants.